# Kirkintilloch
Kirkintilloch (in scots: Kirkintulloch; in gaelico scozzese: Cair Cheann Tulaich) è un ex burgh) di circa 19,000-20.000 abitanti della Scozia sud-orientale, facente parte dell'area amministrativa dell'Dunbartonshire Orientale (East Durbantonshire).

## Etimologia
Il toponimo Kirkintilloch deriva dal gaelico Cair Ceann Tulaich o Cathair Cheann Tulaich, che significa "forte in cima alla collina".

## Geografia fisica

### Collocazione
Kirkintilloch si trova a circa 15 km a nord/nord-est di Glasgow.

## Società

### Evoluzione demografica
Al censimento del 2011, Kirkintilloch contava una popolazione pari a 19.689 abitanti.
La località ha conosciuto un decremento demografico rispetto al 2001, quando contava 20.459 abitanti e al 1991, quando ne contava 20.624.

## Storia
La località è citata come Kirkintulach o Kerkintalloch sin dal XIII-XIV secolo in alcuni documenti riguardanti le proprietà terriere.
Kirkintilloch iniziò tuttavia a prosperare soltanto a partire dal XVIII secolo, quando furono realizzati dei collegamenti stradali che permisero la crescita dell'industria tessile in loco.
Nel 1785 fu realizzato il Forth and Clyde Canal, che attraversava il centro cittadino.
Nel XX secolo, Kirkintilloch divenne famosa come una delle poche località della Scozia in cui fu proibito il consumo di alcolici.

## Edifici e luoghi d'interesse
- Forth and Clyde Canal[3]
- Barony Chambers (1815) [3]
- Chiesa di Santa Maria (1914)[6]
- William Patrick Library[3]

## Sport
- La cittadina è dotata di un campo da golf, il Kirkintilloch Golf Club[7]
- La squadra di calcio locale è il Kirkintilloch Rob Roy Football Club (che nel nome ricorda l'eroe scozzese Rob Roy MacGregor)[8]